# High School Musical: Sing It!
High School Musical: Sing It! è un videogioco musicale dove cantare in karaoke, prodotto per Wii e PlayStation 2, basato sul popolare film Disney per la televisione del 2006 High School Musical e sul suo sequel del 2007 High School Musical 2.
Il gioco presenta delle animazioni realizzate in motion capture nelle scene di canto.
Un sequel del gioco senza High School Musical nel titolo (con alcune canzoni tratte dai primi due film) si intitola Disney Sing It, mentre il sequel ufficiale è Disney Sing It! - High School Musical 3: Senior Year, con canzoni da tutti e tre i film della saga.

## Modalità
- Classici: scelta propria di cantanti, canzoni e scenari. Si può scegliere se cantare in assolo o in duetto.
- Modalità trama: vede figurare in ordine di apparizione buona parte delle canzoni del primo film, intervallate da brevi narrazioni di Kelsi atte a spiegare le vicende del lungometraggio. Si può scegliere se cantare in assolo o in duetto.
- Modalità party: si possono eseguire fino a sette performance classiche, per poi determinare i punteggi tra queste. Ogni esibizione può essere sia in assolo che in duetto.

## Personaggi
- Troy
- Gabriella
- Chad
- Taylor
- Ryan
- Sharpay
- Kelsi
- Martha
- Zeke
- Coach (padre di Troy)
- Signora Darbus
- Mascotte
- Pattinatore

## Canzoni
Da High School Musical
- Start of Something New
- Get'cha Head in the Game
- What I've Been Looking For (versione di Sharpay e Ryan)
- What I've Been Looking For (versione di Troy e Gabriella)
- Stick to the Status Quo
- When There Was Me and You
- Bop to the Top
- Breaking Free
- Senza più limiti (versione italiana di Breaking Free, esclusivamente per il gioco in italiano)
- We're All in This Together
- I Can't Take My Eyes Off of You (dalla colonna sonora del film)

Da High School Musical 2
- What Time Is It?
- Fabulous
- You Are the Music in Me (versione di Troy e Gabriella)
- Work This Out
- Humu Humu Nuku Nuku Apua'a
- I Don't Dance
- You Are the Music in Me (versione di Sharpay e Troy)
- I Gotta Go My Own Way
- Bet on It
- Everyday
- All For One

Altre
- Jump to the Rhythm (Jordan Pruitt)
- Push It to the Limit (Corbin Bleu)
- Beautiful Soul (Jesse McCartney)
- No One (Aly & AJ)
- On the Ride (Aly & AJ)
- Cheetah Sisters (The Cheetah Girls)
- All Good Now (Sheila McCarthy)
- I Will Be Around (Nick Whitaker)
- Counting on You (High School Musical on Stage!)

Tutte le canzoni sono delle cover, tranne Everyday, presentata nella versione originale cantata da Zac Efron e Vanessa Hudgens, e Senza più limiti, inedito adattamento di Breaking Free creato appositamente per l'edizione italiana e cantato da Nicola Gargaglia e Gabriella Scalise..
In Fabulous il secondo verso è stato modificato per non rimandare a Jimmy Choo, Prada e Tiffany (nel libretto delle canzoni contenuto nella custodia del videogioco è comunque riportata la versione originale del testo).

## Luoghi
- Auditorio
- Aula di scienze
- Caffetteria
- Campi della scuola
- Campo da golf
- Chalet di Capodanno
- Corridoi
- Località estiva
- Palestra
- Piscina
- Sala dei trofei
- Tetto-giardino

## Sezione extra
Nella parte extra del gioco sono disponibili alcuni backstage di High School Musical 2 (presenti già nei DVD del film), la guida ai passi di danza per le canzoni e il videoclip di Se provi a volare di Luca Dirisio (riportata come Senza più limiti, che è invece il titolo del differente adattamento inedito di Breaking Free da cantare nel gioco).